# Minami-ku (Hiroshima)
Pour les articles homonymes, voir Minami-ku (homonymie).
Minami (南区, Minami-ku) est l'un des huit arrondissements de la ville de Hiroshima au Japon. Il est situé au sud de la ville.

Position de l'arrondissement de Minami dans la ville de Hiroshima.

En 2016, sa population est de 141 706 habitants pour une superficie de 26,30 km2, ce qui fait une densité de population de 5 390 hab./km2.

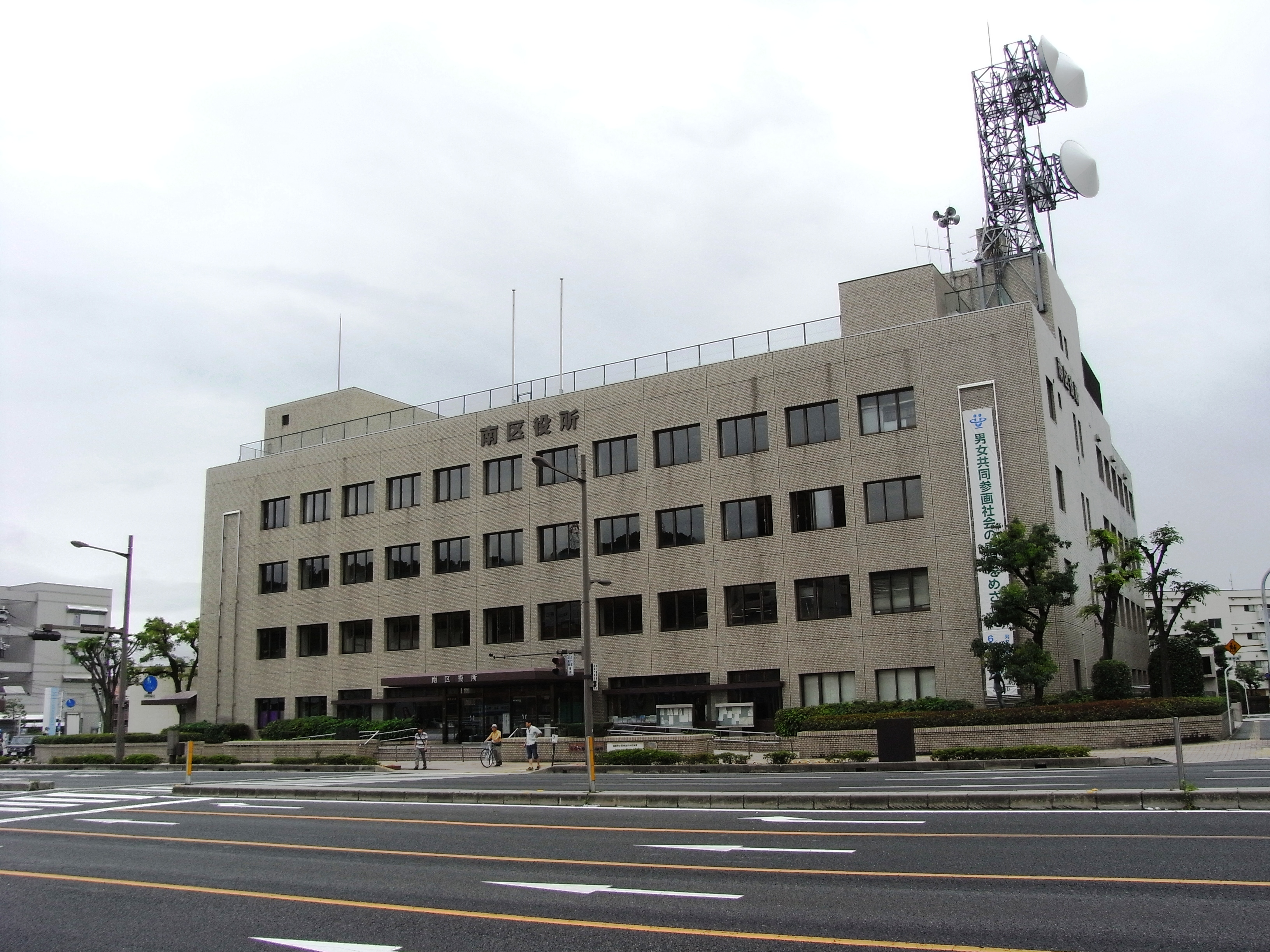
Mairie de l'arrondissement.

## Histoire
L'arrondissement a été créé en 1980 lorsque Hiroshima est devenue une ville désignée par ordonnance gouvernementale.

## Lieux notables
- MAZDA Zoom-Zoom Hiroshima Stadium
- Musée d'art contemporain d'Hiroshima

## Transport publics
La gare de Hiroshima se trouve au nord-ouest de l'arrondissement. Elle est desservie par les lignes Shinkansen Sanyō, Sanyō, Kabe, Kure et Geibi de la JR West. L'arrondissement est également desservi par le tramway de Hiroshima.